# Hasvik
Hasvik é uma comuna da Noruega, com 559 km² de área e 1 095 habitantes (censo de 2004).         